# Nawietrzność

Nawietrzność to tendencja jachtu do ostrzenia spowodowana przesunięciem SOż w kierunku rufy względem SBO.

Dwie metody przesuwania SOż w kierunku rufy poprzez a) wybranie żagli tylnych, wyluzowanie przednich, b) zrzucenie żagli przednich.

Dwie metody przesuwania SBO w kierunku dziobu poprzez a) przegłębienie dziobu, b) podniesienie płetwy sterowej.

Nawietrzność – zjawisko występujące na statkach z napędem żaglowym, polegające na dążeniu jednostki do skręcania w kierunku, z którego wieje wiatr (ostrzenia), mimo neutralnego położenia steru. Zachowanie takie jest spowodowane brakiem zrównoważenia żaglowego, co może być stałą cechą jednostki, lub skutkiem celowego działania.

## Przyczyna nawietrzności
Równowaga kursowa jachtu zależy od wzajemnego położenia środka ożaglowania (SOż) oraz środka bocznego oporu SBO. W ogólności nawietrzność występuje, gdy SOż przesunięty jest w kierunku rufy względem SBO. Powstaje wtedy moment powodujący ostrzenie jachtu.
Wpływ na powstawanie nawietrzności ma zarówno ożaglowanie jak i kształt części podwodnej kadłuba. Niewielką nawietrzność uznaje się za cechę pozytywną, zwiększającą bezpieczeństwo żeglugi, ponieważ przy utracie kontroli nad sterem powoduje samoczynną stabilizację kursu jednostki na granicy kąta martwego. Zbyt duża nawietrzność jest niepożądana, utrudnia manewrowanie i wymaga stałego wychylenia steru od pozycji neutralnej, co zwiększa opór hydrodynamiczny jednostki.

## Sposoby wywoływania nawietrzności
Istnieją sposoby celowego wywoływania nawietrzności jachtu poprzez działanie sternika lub całej załogi. W ogólności sprowadzają się one do wpływania na położenie SOż lub SBO. Poniżej opisano kilka z nich.
Działania mające na celu przesunięcie SOż w kierunku rufy:
- Wyluzowanie żagli przednich i wybranie żagli tylnych.
- Zrzucenie żagli przednich.

Działania mające na celu przesunięcie SBO w kierunku dziobu:
- Przegłębienie dziobu poprzez przesunięcie balastu.
- Podniesienie płetwy sterowej.

Podczas projektowania jachtu konstruktor stara się zaplanować ożaglowanie dla jednostki oraz kształt kadłuba w taki sposób, aby jacht był zrównoważony, jednakże w przypadkach samodzielnych modyfikacji takich jak np. zmiana ożaglowania (jego typu, powierzchni, czy kroju) lub kształtu kadłuba, może wystąpić nawietrzność lub zawietrzność jednostki.
Zjawiskiem przeciwnym nawietrzności jest zawietrzność, a w transporcie lądowym zjawiskami podobnymi do nich są nadsterowność i podsterowność.